# Novai járás
A Novai járás Zala vármegyeegyik járása, közigazgatási egysége volt 1870-től 1950-ig, székhelye Nova volt. 1950-ben szüntették meg, ekkor területét a Lenti járás és Zalaegerszegi járás között osztották fel.

## Települései 1920-ban
1.	Babosdöbréte
2.	Baktüttös
3.	Barabásszeg
4.	Bárhely
5.	Barlahida
6.	Bazita
7.	Bördőce
8.	Csertalakos
9.	Csonkahegyhát
10.	Csömödér
11.	Dobronhegy
12.	Dömefölde
13.	Gellénháza
14.	Gombosszeg
15.	Gosztola
16.	Gutorfölde
17.	Győrfiszeg
18.	Hernyék
19.	Iborfia
20.	Karácsonyfa
21.	Kerkaiklód
22.	Kerkaszentmihályfa
23.	Kislengyel
24.	Kissziget
25.	Kustánszeg
26.	Lenti
27.	Lentikápolna
28.	Lentiszombathely
29.	Lickóvadamos
30.	Máhomfa
31.	Mikefa
32.	Milej
33.	Mumor
34.	Nagylengyel
35.	Náprádfa
36.	Németfalu
37.	Nova (székhely)
38.	Ormándlak
39.	Ortaháza
40.	Pajzsszeg
41.	Páka
42.	Pálfiszeg
43.	Petrikeresztúr
44.	Pördefölde
45.	Rózsásszeg
46.	Szentkozmadombja
47.	Szentpéterfölde
48.	Szilvágy
49.	Tófej
50.	Zalatárnok
51.	Zebecke